# 九龍省
九龍省（越南语：／），是1976年至1991年间位于越南南部湄公河三角洲的一個省份，省莅永隆市社，今属永隆省和茶榮省。

## 地理
九龍省北接前江省和檳椥省，南鄰後江省，西接同塔省，東臨南中國海。總面積3856平方千米，1991年總人口達1979800人。

## 歷史
在越南共和國時期，九龍省分屬永隆省和永平省。同期的越南南方共和國則將二省劃分為永隆省和茶榮省。
1976年2月，越南南方共和國將永隆省和茶榮省合併為九龍省。九龍省下轄永隆市社、茶榮市社2市社和平明縣、丐𣐅縣、乾隆縣、梂棋縣、梂昂县、周城東縣、周城西縣、三平縣、小芹縣、茶句縣、茶溫縣和泳濂縣12縣。
1977年3月11日，周城西縣、丐𣐅縣和三平縣2社合併為龍湖縣，平明縣併入三平縣，茶溫縣和小芹縣2社併入梂棋縣，茶溫縣3社劃歸泳濂縣，小芹縣1社和周城東縣5社劃歸乾隆縣，周城東縣4社劃歸梂昂縣，小芹縣3社劃歸茶句縣，周城東縣1社劃歸茶荣市社，周城西縣2社劃歸永隆市社。九龍省下轄2市社7縣。
1981年9月29日，復設小芹縣、平明縣、茶溫縣，增設周城縣、斌沏縣和沿海縣。
1986年4月17日，斌沏縣併入龍湖縣，九龍省下轄2市社12縣。
1991年12月26日，九龍省重新分設為永隆省和茶榮省。永隆省下轄永隆市社和平明縣、龍湖縣、三平縣、茶溫縣和泳濂縣5縣；茶榮省下轄茶榮市社和周城縣、乾隆縣、梂棋縣、梂昂縣、沿海縣、小芹縣和茶句縣7縣。

## 行政區劃
1991年，九龍省下轄2市社12縣，省蒞永隆市社。
- 永隆市社
- 茶榮市社
- 平明縣
- 龍湖縣
- 三平縣
- 茶溫縣
- 泳濂縣
- 周城縣
- 乾隆縣
- 梂棋縣
- 梂昂縣
- 沿海縣
- 小芹縣
- 茶句縣